# Fylkir FC
O Fylkir FC é uma equipe da Islândia que possoui time em vários esportes como Futebol, Handebol, Voleibol, Ginastica entre outros. 
A equipe na temporada de 2021 foi rebaixada pra 1. Deild Karla, onde possui sua equipe na Segunda Divisão Islandesa.

## Titulos
- VISA-bikar: 2

2001, 2002
- Úrvalsdeild: 0

Vice-campeão 2000, 2002

## Técnicos
|                                  | \| Name \| Nationality \| Years \| \| -------------------------------- \| ----------- \| --------------- \| \| Óskar Sigurðsson \| \| 1972–73 \| \| Theodór Guðmundsson \| \| 1974–76 \| \| Axel Axelsson \| \| 1977 \| \| Theodór Guðmundsson \| \| 1978–79 \| \| Gylfi Gíslason \| \| 1980 \| \| Theodór Guðmundsson \| \| 1981 \| \| Lárus Loftsson \| \| 1982 \| \| Axel Axelsson \| \| 1983 \| \| Ólafur Magnússon \| \| 1984–85 \| \| Marteinn Geirsson \| \| 1986–91 \| \| Magnús Jónatansson \| \| 1992–93 \| \| Bjarni Jóhannsson \| \| 1994 \| \| Magnús Pálsson \| \| 1995–96 \| \| Margeir Þórir Sigfússon \| \| 1996 \| \| Atli Eðvaldsson \| \| 1997 \| \| Ólafur Þórðarson \| \| 1998–99 \| \| Bjarni Jóhannsson \| \| 2000–01 \| \| Aðalsteinn Víglundsson \| \| 2002–03 \| \| Þorlákur Árnason \| \| 2004–05 \| \| Sverrir Sverrisson Jón Sveinsson \| \| 2005 \| \| Leifur Garðarsson \| \| Jan 2006–Aug 08 \| \| Sverrir Sverrisson \| \| 2008 \| \| Ólafur Þórðarson \| \| Jan 2008–Dec 11 \| \| Ásmundur Arnarsson \| \| Jan 2012– \| |                 |
| Name                             | Nationality | Years           |
| Óskar Sigurðsson                 | Islândia | 1972–73         |
| Theodór Guðmundsson              | Islândia | 1974–76         |
| Axel Axelsson                    | Islândia | 1977            |
| Theodór Guðmundsson              | Islândia | 1978–79         |
| Gylfi Gíslason                   | Islândia | 1980            |
| Theodór Guðmundsson              | Islândia | 1981            |
| Lárus Loftsson                   | Islândia | 1982            |
| Axel Axelsson                    | Islândia | 1983            |
| Ólafur Magnússon                 | Islândia | 1984–85         |
| Marteinn Geirsson                | Islândia | 1986–91         |
| Magnús Jónatansson               | Islândia | 1992–93         |
| Bjarni Jóhannsson                | Islândia | 1994            |
| Magnús Pálsson                   | Islândia | 1995–96         |
| Margeir Þórir Sigfússon          | Islândia | 1996            |
| Atli Eðvaldsson                  | Islândia | 1997            |
| Ólafur Þórðarson                 | Islândia | 1998–99         |
| Bjarni Jóhannsson                | Islândia | 2000–01         |
| Aðalsteinn Víglundsson           | Islândia | 2002–03         |
| Þorlákur Árnason                 | Islândia | 2004–05         |
| Sverrir Sverrisson Jón Sveinsson | Islândia | 2005            |
| Leifur Garðarsson                | Islândia | Jan 2006–Aug 08 |
| Sverrir Sverrisson               | Islândia | 2008            |
| Ólafur Þórðarson                 | Islândia | Jan 2008–Dec 11 |
| Ásmundur Arnarsson               | Islândia | Jan 2012–       |

## Jogadores Notáveis
- Peter Gravesen
- Viktor Bjarki Arnarsson
- Helgi Valur Daníelsson
- Gylfi Einarsson
- Haukur Ingi Guðnason
- Ólafur Stígsson
- Sverrir Sverrisson
- Ólafur Þór Gunnarsson
- Eyjólfur Héðinsson
- Andrés Már Jóhannesson
- Guðlaugur Victor Pálsson
- Ragnar Sigurðsson
- Ólafur Ingi Skúlason
- Kjartan Sturluson
- Björgólfur Takefusa
- Ólafur Þórðarson
- Guðmundur Torfason
- Errol McFarlane